# Itano
Itano (japanska: 板野町?, Itano-chō) är en landskommun (köping) i Tokushima prefektur i Japan. 